# گلاستر پوینت (ویرجینیا)
گلاستر پوینت (به انگلیسی: Gloucester Point) یک منطقهٔ مسکونی در ایالات متحده آمریکا است که در شهرستان گلاستر، ویرجینیا واقع شده‌است. گلاستر پوینت ۴۲٫۴ کیلومتر مربع مساحت و ۹٬۴۰۲ نفر جمعیت دارد و ۱۰ متر بالاتر از سطح دریا واقع شده‌است.